# Péret-Bel-Air
Péret-Bel-Air è un comune francese di 110 abitanti situato nel dipartimento della Corrèze nella regione della Nuova Aquitania.

## Società

### Evoluzione demografica
Abitanti censiti